# Kanton Surgères
Kanton Surgères (fr. Canton de Surgères) je francouzský kanton v departementu Charente-Maritime v regionu Poitou-Charentes. Skládá se z 12 obcí.

## Obce kantonu
- Breuil-la-Réorte
- Marsais
- Péré
- Puyravault
- Saint-Georges-du-Bois
- Saint-Germain-de-Marencennes
- Saint-Mard
- Saint-Pierre-d'Amilly
- Saint-Saturnin-du-Bois
- Surgères
- Vandré
- Vouhé